# Esprit des eaux (Dvořák)
L'Ondin ou Esprit des eaux Op. 107, B. 195,(en tchèque : Vodník ; publié initialement par N. Simrock avec le titre anglais The Water-Fay) est un poème symphonique en si mineur d’Antonín Dvořák composé entre le 6 janvier et 11 février 1896 et créé le 14 novembre 1896 à Londres par Henry J. Wood. Avant cela, elle avait également été représentée de façon semi-publique le 1er juin 1896 au Conservatoire de Prague sous la direction d'Antonín Bennewitz.
Vodník est chronologiquement le premier des 4 poèmes symphoniques composés par Dvorak d’après les ballades du recueil poétique Kytice (« Le Bouquet ») du poète tchèque Karel Jaromír Erben. Il sera suivi de La sorcière du midi, du Rouet d’or et la Colombe sauvage. Les sujets de ces poèmes sont souvent violents et cruels et s'éloignent du concept Lisztien du poème symphonique définit comme une forme d’art idéalisé. Dvorak se rapprochera toutefois de cette conception dans son dernier poème symphonique, Le chant d’un héros (en tchèque: Píseň bohatýrská), Op. 111, B. 199.

## Poème
Dans le folklore slave, ainsi que dans d’autres nations, l’Ondin appartient à une classe d’êtres fabuleux particulièrement cruels et qui, lorsque leur ruse est impuissante envers les mortels, tournent leur vengeance sur leur propre espèce.
Le poème Vodník d'Erben est une histoire en quatre parties.
Sur le bord du lac, au crépuscule, un Ondin est assis sur branche de peuplier occupé à se coudre des vêtements (« luis, lune, luis, vole mon aiguille »). Il chante tout en travaillant, car demain il se marie. Le lendemain, une jeune fille du village voisin, se lève tôt et prévient sa mère qu’elle s’en va au lac pour laver ses vêtements (« Matin, de bon matin une jeune fille s’est levée, a fait du linge un baluchon »). Les tentatives de la mère pour retenir son enfant sont vaines (« J’ai fait cette nuit un mauvais rêve »). Guidée par une irrésistible impulsion, la jeune fille se précipite vers le lac.  À peine a-t-elle trempé son premier linge, que le sol se dérobe. Voyant sa victime sombrer dans les profondeurs, sur sa branche, l’Ondin applaudit!
La jeune fille devient sa femme. Mais les profondeurs du lac sont mornes à ses yeux (« Tristes, sinistres sont les contrées lacustres »), comme sa berceuse qu’elle chante inlassablement à son enfant (« Dodo, l’enfant do, mon enfant malgré moi ! tu me souris, je meurs de peine. »). Elle désire plus que tout revoir sa mère une dernière fois.
Sa chanson rend l’Ondin furieux et dans sa rage il menace de la changer en poisson. Elle lui répond qu’au poisson, elle préfère une pierre, insensible et sans mémoire. Lassé de ses incessantes supplications, l’Ondin cède et la libère pour un jour afin de lui permettre de retourner dans le monde d’en haut, gardant l’enfant en gage de son retour.
Les retrouvailles entre la mère et sa fille sont douloureuse et pleine de larmes (« Quel été se passerait de soleil ? Quelles retrouvailles se passeraient  d’étreinte ardente ? »). Au crépuscule, on frappe furieusement à la porte. C’est l’Ondin, exigeant le retour de sa femme. La mère refuse, défiante et méprisante (« Ouste, loin de ma porte »). Soudainement, une tempête monstrueuse se lève sur le lac. Quelque chose heurte violemment la porte de la maison. La mère l’ouvre pour découvrir le corps décapité de l’enfant de sa fille.

## Orchestration
| Instrumentation de l'Esprit des eaux                                                             |
| Cordes                                                                                           |
| premiers violons, seconds violons, altos, violoncelles, contrebasses                             |
| Bois                                                                                             |
| 2 flûtes, 1 piccolo 2 hautbois, 1 cor anglais 2 clarinettes en la, 1 clarinette basse, 2 bassons |
| Cuivres                                                                                          |
| 4 cors en mi, 2 trompettes en mi, 3 trombones (ténor, alto et basse), 1 tuba                     |
| Percussions                                                                                      |
| timbales, grosse-caisse, triangle, cymbales, tam-tam, cloches                                    |

La durée d’exécution est d’environ 20 minutes.

## Forme musicale
La pièce symphonique de Dvořák est écrite sous la forme d'un rondodominé par le thème de l’Ondin. Sa forme peut être résumée comme suit :
- A) L’Ondin sur le Lac
- B) La mère essaie de dissuader sa fille
- A) L’Ondin plonge la jeune fille sous la surface du lac
- C) Sous les eaux, la jeune fille chante et se lamente
- A) L’Odin lui permet de rendre visite à sa mère
- B) La jeune fille retourne chez sa mère
- A) L’Ondin se venge.

Dans la Coda qui suit, là où la ballade d’Erben se termine par la mort de l’enfant, Dvorak ajoute au tragique de la scène en répétant le motif de l’Ondin avant l’accord final. 

## Composition thématique
L’une des particularités dans la composition des 4 poèmes symphoniques inspirés d’Erben est que Dvorak a développé un grand nombre de thèmes en mettant directement en musique des vers du poète dès la préparation des esquisses.  
Sans faire référence à cette particularité, Dvorak a fourni plusieurs indications sur la structure et les thèmes principaux de son poème symphonique dans une lettre au Dr Hirschfeld qui devait écrire le texte du programme d’un concert du 22 novembre 1896 de l’Orchestre  Philharmonique de Vienne dans lequel Hans Richter dirigeait L’Ondin. 
Dans cette lettre, Dvorak insiste sur 3 thèmes important qui parcourent tout le poème :
- Le thème de l’Ondin
- Le thème de la jeune fille (Andante sostenuto, en si majeur)
- Le thème de l’avertissement et de la narration du rêve de la mère.

Tout au long du poème symphonique, la musique suit remarquablement les vers écrits par Erben ; dans de nombreux endroits, le texte correspond à la musique de Dvořák. Même si Dvorak ne mentionne que ses 3 thèmes, certains en recensent pas moins de 7.
Le gobelin d'eau est d'abord introduit avec un thème à quatre mesures commençant par trois notes répétées. Ces trois répétitions s'avèrent vitales pour l'ensemble de la composition. En effet, la plupart des autres thèmes commencent également par trois répétitions : les timbales donnent un rythme à trois temps à la section où la fille veut aller au lac, les cloches de l'église sonnent trois fois chacune à huit heures, le gobelin d'eau frappe trois fois à la porte.
Deuxièmement, la fille est présentée avec un joli thème innocent, où le triangle peut refléter un scintillement étincelant dans ses yeux. Aussi agréable que ce thème puisse sembler, la base est la même que les trois répétitions qui ont formé la base du thème du gobelin. La grande différence réside dans la façon dont ils sont joués : le gobelin est présenté sous une forme staccato (où les trois notes sont courtes et distinctes) tandis que la fille a un thème legato (où les trois notes sont jouées longtemps, et se glissent presque les unes dans les autres).
Le troisième thème présentant la mère a un thème à suspense en si mineur qui rend l'humeur encore plus triste. Encore une fois, son thème commence par trois notes, bien que le rythme des notes soit inversé. Le suspense est formé par le chromaticisme dans le thème secondaire. Plus tard, Dvořák utilise ces deux thèmes dans l'autre sens, comme si le thème secondaire devenait le primaire et inversement.
Dans la section suivante, Dvořák passe du la mineur au si majeur pour indiquer l'état d'esprit persistant de la fille lorsqu'elle se dirige vers le lac. Dans cette section, un rôle important a été donné aux timbales, qui jouent un solo, bien qu'il soit joué moins fort que le reste de l'orchestre. Puis ils jouent à nouveau les trois répétitions de notes, mais Dvořák en fait également une variation. En effet, il passe de trois croches à cinq croches et alterne ainsi tout du long. Par ce procédé, il est envisageable qu'il a voulu illustrer le sortilège qui a envoûté la fille. Quoi qu'il en soit, cela rend l'apocalypse à venir plus vivante que s'il n'avait utilisé que les trois battements initiaux. Cette section se termine par un ritardando (ralentissement) afin d'accentuer le tourbillon rapide et bref des violons représentant le pont qui se fissure.
La section suivante commence par un soudain accord mi – do – sol lorsque la fille percute l'eau. Dvořák change la clé en si mineur pour introduire le thème du gobelin d'eau, puis accélère le tempo vers un allegro vivo animé, qui représente les eaux tourbillonnantes engloutissant la fille (pour lesquelles Dvořák utilise également le dispositif russe d'une échelle de tons descendante,) ainsi que le plaisir diabolique du gobelin d'eau.
En suivant de très près l’argument de la ballade d'Erden, en composant des thèmes simples et illustratifs, Dvořák donne à ce poème symphonique une grande efficacité dramatique.

## Repères discographiques
Dvořák, Antonín, and Nikolaus Harnoncourt. Symphonic Poems. United Kingdom: Teldec Classics, 2003. Sound recording. Référence WorldCat
Dvořák, Antonín, Karel J. Erben, Václav Talich, Antonín Dvořák, Antonín Dvořák, Antonín Dvořák, and Antonín Dvořák. Symphonic Poems After K.j. Erben. Prague: Supraphon, 2006. Sound recording. Référence WorldCat
Dvořák, Antonín, Eliahu Inbal, and Antonín Dvořák. Symphony No. 7 in D Minor ; the Water Goblin. West Germany: Teldec Classics International GMBH, 1991. Sound recording. Référence WorldCat
Dvořák, Antonín, Simon Rattle, Antonín Dvořák, Antonín Dvořák, and Antonín Dvořák. Tone Poems. England: EMI Classics, 2005. Sound recording. Référence WorldCat